# 放屁的藝術
《放屁的藝術》（法語：L'Art de péter，另譯《放屁，是有學問的》），是法国作家皮耶-托馬-尼寇拉·余赫多在1751年以「皇家喇叭手」為匿名出版的一篇幽默偽科學論文。
本書的副標題是：「專為正經嚴肅人士、憂鬱婦女與受偏見奴役者而寫的理論─物理暨方法大全」。

## 外部連結

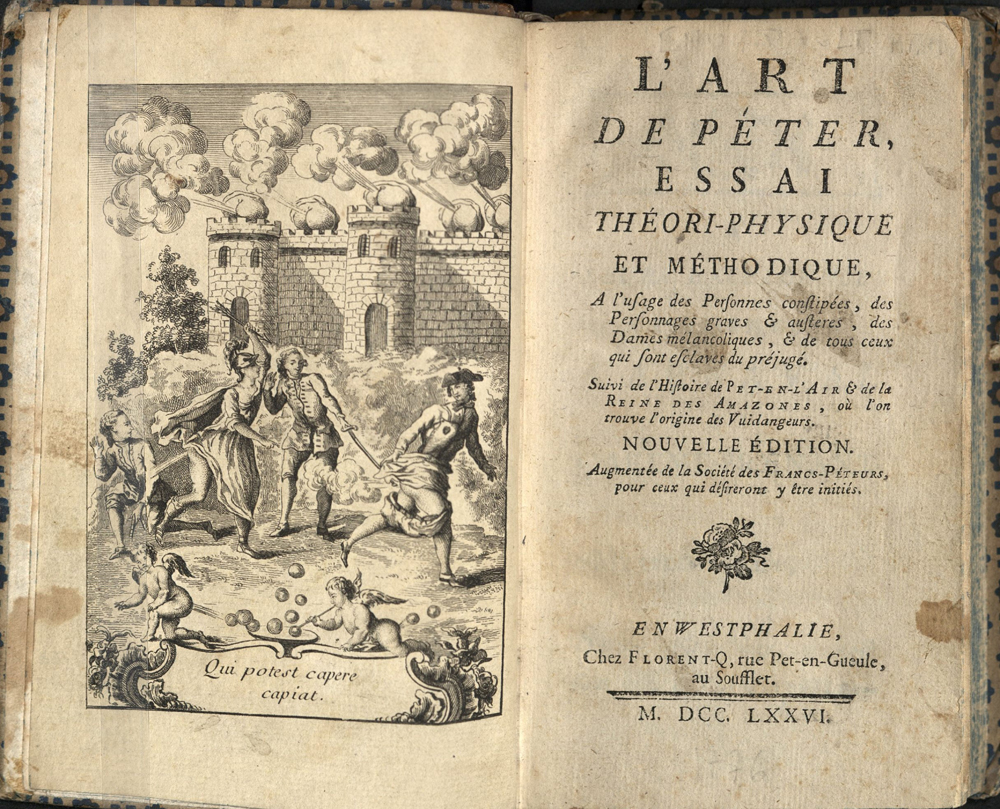
《放屁的藝術》

- L'Art de péter, Read online （页面存档备份，存于）
- L'Art de péter （页面存档备份，存于） on Wikisource